# 特別任務連
特別任務連（官方亦稱特警隊，縮寫为SDU；綽號：飛虎隊／Flying Tigers）於1974年7月23日成立，隸屬於香港警務處行動處行動部反恐及重大事故科，為香港第一支準軍事化特種警察部隊。主要責任為處理高危險性罪案、拯救人質、反恐、要員保護、偵測、搜索、執行水底（包括水底搜索、跟蹤、蒐證及潛水拯救等）、空中及特別行動，並且於災難中提供緊急醫療服務等。
香港地理環境特殊，市區及新市鎮的人口均高度密集，新界座擁遼闊的郊野及山林範圍，北部存在邊境禁區，其餘三面臨海，邊界海岸線長近200公里、海域逾1,650平方公里，包括逾260座島嶼；因此，特別任務連成立後就積極發展成為一支能夠在任何環境中執勤的部隊，為亞洲第一支及世界上極為少數的海陸空三棲特種警察部隊。加上香港歷史及政治因素，以及香港並無自主軍隊，不論香港主權移交前後，香港政府均不方便請求軍隊支援或者直接參與處理內部保安事件。因此，特別任務連此特種警察部隊於甫成立時即被設定為以軍事特種部隊的模式運作，為世界上少數具備特種部隊水平及兼具特種部隊功能的特種警察部隊。
特別任務連為警務處轄屬6支特種警察部隊之中的最大及最後王牌，被警務處評價為「警隊一支最重要的反恐隊伍」，被稱譽為「精英中的精英」。成立至今，特別任務連從未在已知的任務失敗過，因而被認為是“世界上最優秀的特種警察部隊之一”。

## 名稱
特別任務連為官方名稱，然而甚少被官方所採用，警務處慣常別稱其為特警隊，在半官方或者非官式場合則直接稱呼其綽號──飛虎隊。

## 徽章
特別任務連以插翼虎作為隊徽章及吉祥物，意思取其連像虎般勇猛，如虎添翼。特別任務連的最新款徽章中，以一隻朝正面向的插翼虎為標誌，徽章下部寫上英文Special Duties Unit，在兩翼則寫上中文飛虎兩字。

## 組織
- 特別任務連總部：由警務處副處長（行動）直接指揮，由一名警司出任主管暨指揮官（英語：Officer Commanding，縮寫：OC），由一名總督察出任副主管兼任行政主管及訓練與支援組主管。
  - 行政組（Administration Section）：負責一切行政事宜，並且作為情報分析中心。
    - 通訊組
    - 軍械庫
    - 室內近身作戰訓練中心（Close Quarter Battle House)
    - 運輸隊：負責一切陸上運輸事宜（海事運輸則由海事反恐怖活動小艇隊負責）。

  - 訓練與支援組（Training and Support Section）
    - 訓練組：主要責任為籌備及主持訓練事務（包括訓練其他香港及海外的特種警察部隊），並且合作舉辦《聯合招募計劃》，遴選人員。教官均曾經駐守於行動組，日常與投考人、試用人員以至正規人員一同訓練，於需要時可以參與行動。
      - 總部訓練隊：投考人隊伍。

    - 支援組
      - 海事反恐怖活動小艇隊（英語：Maritime Counter Terrorism Boat Team）於水上攻擊隊合併至陸上攻擊隊後的2000年代中期成立。海事反恐怖活動小艇隊實際上為一支海事行動隊伍，惟同時負責維護及維修小艇隊，因此被編排在支援組下。
      - 醫療支援隊（英語：Medical Support Team，縮寫：MST）於1990年代成立，由一名警署警長出任主管，主要責任為在行動現場中執行急救及醫療等任務[6]。醫療支援隊實際上為一支行動隊伍，惟同時負責日常訓練中的急救及醫療，及舉辦醫療相關培訓課程，因此被編排在支援組下。

  - 行動組（Operations Section）：人員分為兩更當值。當中全數人員均接受高級潛水訓練及逾半人員接受過狙擊訓練。
    - 攻擊隊：（英語：Assault Team）由一名總督察擔任主管。分為A、Z小隊，由兩名高級督察出任副主管，分管A、Z兩隊，各由一名警署警長出任副隊長，轄下細分為多支小組，由警長領導。
      - 水鬼隊 (Diving Team)
      - EMOE Demolitions Cadre
      - Tactical Roping Cadre

    - 狙擊隊[7]：
- 曾經存在組別：水上攻擊隊（俗稱水鬼隊）於1981年成立，當時有12名人員，分成兩小隊，後來逐漸發展至約40名人員。由於水上攻擊隊於水中鬼魅般地行動，神出鬼沒，因此得來「水鬼隊」的俗稱。從完成潛水訓練的陸上攻擊隊人員中選拔，人員需要接受為期3個月的高級潛水訓練。於2000年和陸上攻擊隊合併後解散。

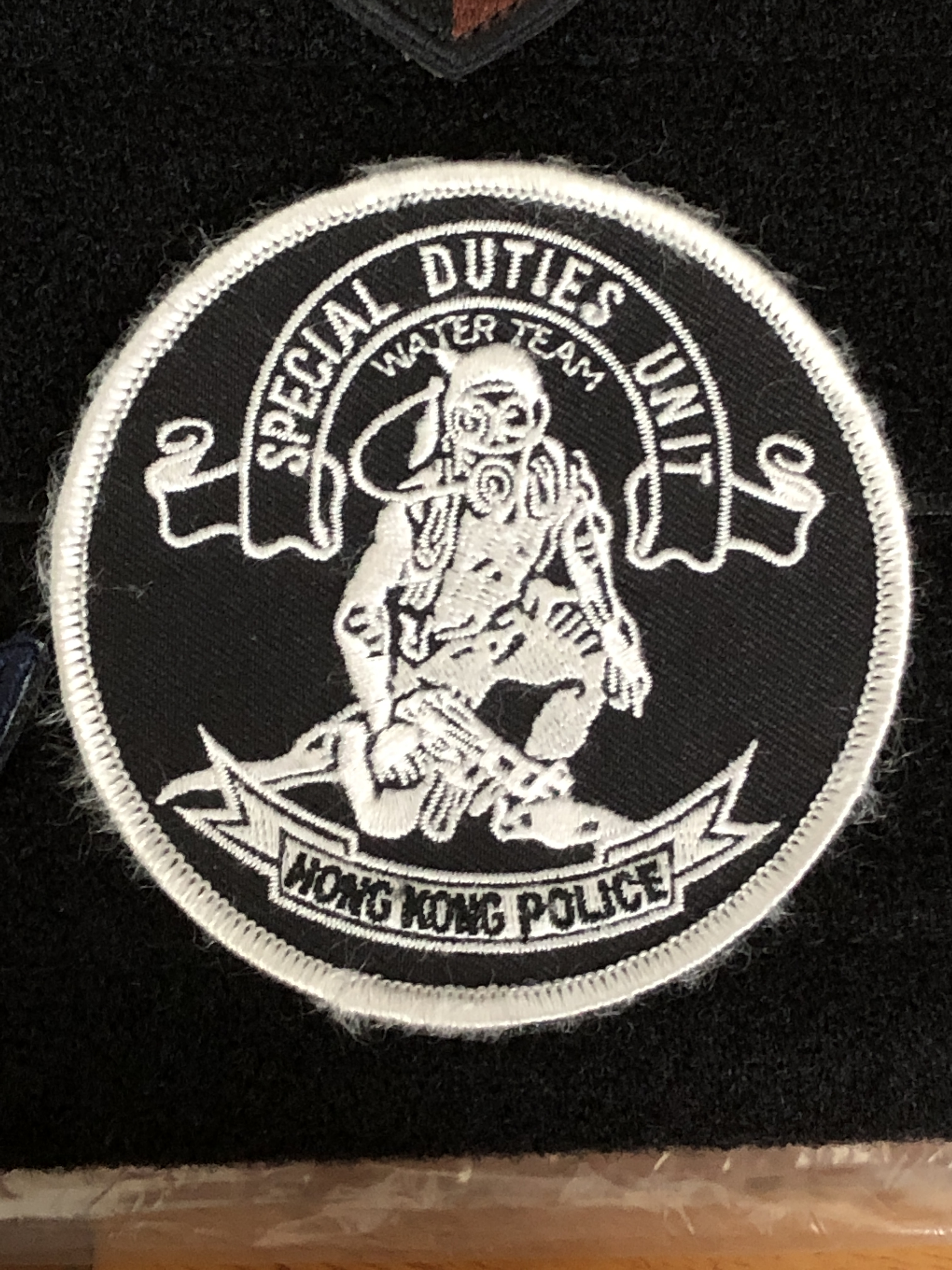
水上攻擊隊徽章

### 歷任主管
以下確定為特別任務連自創辦以來的歷任主管：
- 郭力行（Justin Cunningham）：特別任務連創辦人暨首任指揮官，被稱譽為「飛虎隊之父」。
- 杜樂德（Richard Tudor）警司
- 羅禮（或翻譯為羅利士；Danny Lawley）警司：香港警察拳擊會創辦人及首任主席兼教練[8]。
- P.C. Ketward
- 溫寶樹（Charlie Wimbush）
- 白樂仁警司：外籍，曾經擔任香港總督副官，於1997年6月30日主權移交前夕在總督府門前將香港總督旗交予時任香港總督彭定康[9]。
- 許思德（或翻譯為許智德；Colin Hills）
- 史勿輝警司 (Barry Smith)：於年青時曾經於行動組服務，包括參與過荃灣中心槍戰等行動。當時獲得頒授警務處處長嘉許狀，並成為其中一位代表獲得英女皇英勇金葉獎；現任香港警察拳擊會主席兼教練。
- 歐陽照剛警司[10]：首位本地暨華人主管。(1999年-2006年)
- 郭蔭庸警司 (2006年-2009年）
- 施達智警司（Ian Christopher Strange)
- 陳思達警司

## 歷史

### 前導
1970年代初期，世界各國發生多宗恐怖活動，特別是慕尼黑慘案，為世界各國警察敲响警钟。1971年3月13日，一架菲律賓航空民航飛機被疑犯劫機，逼使其航至香港國際機場，縱然此事最終得以圓滿解決，皇家香港警察隊為了防範於未然，提高反恐及處理嚴重罪案的警察力量，於1973年挑選了32名人員，於同年4月成立了神槍手隊（英語：Sharpshooter's Team），分為一隊及二隊。人員均接受過英國標準反恐活動訓練，神槍手隊亦配備了警察隊最精良的武器及裝備。當時，人員均為兼任性質，在有任務時才會集合，日常則負責常規的職務。期間，神槍手隊處理過1973年泰國國際航空挾持案及1974年5月24日寶生銀行持械行劫及挾持人質案等案件。

### 特別任務連成立
後來鑒於國際間恐怖活動日益嚴重，警察隊向英國陸軍特種部隊特種空勤團取經，香港警察總部指令各警區指揮官推薦優異人員進入石崗軍營，接受為期約4週的訓練測試。期間，人員被駐港英軍軍官評估能力，於訓練測試完成後，先返回原來崗位，再通過多輪面試後，優秀者被獲得招募成為於1974年7月23日成立的特別任務連的首批人員。
1975年年中，外國再度傳聞有恐怖份子欲借慕尼黑慘案的聲勢，到世界各地破壞漢莎航空的民航飛機。在特種空勤團的建議下，特別任務連的一支小隊被派遣往英國接受特種空勤團訓練，這就是後來於1977年11月14日成立的特別行動隊（今機場特警組）。

### 被特種空勤團及傘兵團洗禮
1970年代，人員需要獲得上司推薦方能參與遴選。當時，遴選以至訓練均過於著重體能，採用斯巴達方式訓練人員，人員每日接受連續8小時訓練後才開始當值。每種可以想像的體能訓練皆會使用，以超越人體極限為目標。因此，於遴選及訓練期間，身體承受不住而退出或者受傷（包括嚴重受傷及傷殘）的人員不計其數，當中更有人員因為操練過度而猝死，因此能夠完成訓練者寥寥可數，以致當時招募人員極為困難。
警察隊高層有見及此，認為事態非比尋常，於是邀請了一隊由特種空勤團教官所組成的顧問團隊訪問香港調查原因。1978年，這隊顧問團隊來到香港檢閱特別任務連，對於特別任務連的死士式訓練表示驚嚇，隨即提出改善建議，同時將訓練任務交由駐港英軍擔任，配合以特種空勤團及英國陸軍傘兵團的連體顧問。自此，特別任務連的訓練開始踏進正軌，與此同時，特別任務連大規模地發展，包括增加裝置大量先進的武器及裝備等，使到戰術訓練內容得以全面，同時大幅度地提高了水平。1981年，水上攻擊隊順應改革成立；1990年，醫療支援隊亦告成立。

### 被美軍海豹六隊及特殊舟艇隊洗禮
1991年1月15日，特別任務連及美國海軍海豹部隊第六小隊在美國維珍尼亞州對外的公海上進行的一次聯合訓練中，模擬兩隊人員乘坐快艇追逐截擊一艘軍艦，當3名海豹部隊第六小隊人員完成從快艇扶靠鋼梯攀爬上軍艦甲板後，輪到第一位特別任務連狙擊手攀爬時，其左手緊握的一條直徑4吋的鋼纜突然折斷，致使該名狙擊手從30呎高、臨近軍艦甲板的位置墮下至快艇上，結果其身體多處嚴重受傷，被逼退出特別任務連。為此，特別任務連檢討水上攻擊隊的訓練內容，一隊由英國皇家海軍陸戰隊特殊舟艇隊教官所組成的顧問團隊訪問香港，協助調校出獨一無二的訓練內容，大幅度地提高了攻擊隊及水上攻擊隊的水平。

### 為新加坡建立首支特種警察部隊
1990年代，持械行劫情況嚴重，特別任務連被委派執行特別行動，在持械行劫黑點及潛在罪案現場範圍內藏身於警察車輛內，準備隨時截擊匪徒。
同一年代初期開始，警務處進入其歷史上的第3階段，發展成為服務型的警察隊伍。考慮到香港社會及治安等的形勢轉變，加上臨近香港主權移交（《香港特別行政區基本法》不准許香港特別行政區存有中國人民解放軍駐港部隊以外的任何軍事單位），特別任務連遂重新設定其角色，對外形象從軍事化特種部隊轉型為準軍事化特種警察部隊；實際上則擴展至達乎上述兩種功能，其訓練內容及強度均保持在軍事化特種部隊的水平，務求雙線平衡發展，以確保能夠應付任何的挑戰。與此同時，特別任務連發展出適合香港獨特環境的戰術及訓練內容，並且重新負責其訓練任務；在裝備和整體水平上青出於藍，同時達至世界級中的頂尖水平。1993年，特別任務連派出一隊由教官所組成的顧問團隊前赴新加坡，為新加坡警察部隊組織建立該國家首支特種警察部隊──警察特工隊，由白樂仁警司擔任訓練主管。1998年起，警察特工隊與特別任務連簽定合作備忘錄，每年派遣人員到訪香港考察及接受訓練等。

### 建立快艇隊伍
考慮到香港三面臨海及作為全球最繁忙的貨櫃港口，特別任務連認為需要積極提升其海事能力（特別發展海洋運輸支援上的海事反恐能力），包括處理海盜襲擊油輪及大型郵輪被劫持等等。1994年，香港政府撥款6億港元予特別任務連，用以添置一小隊最高航速達每小時逾50海哩的硬身橡皮艇。從此，特別任務連不再依靠水警總區及小艇隊的快艇支援。
香港主權移交前夕，基於特別任務連具有濃厚的軍事色彩，特別任務連於香港主權移交後的前途曾經為中華人民共和國和大英帝國的敏感議題，曾經傳言特別任務連將直接納入英國陸軍特種空勤團編制、被拼入中國人民武裝警察部隊，甚至是已經解散的流言。事實上，香港主權移交後，特別任務連持續地發展。

### 水陸兩隊合併，海事能力提升
2000年，為了提升特別任務連的全體水平，首位華人主管歐陽照剛警司將水上攻擊隊合併至陸上攻擊隊，務求對每位人員皆施以海陸空三棲的全能訓練，以大幅度地提升特別任務連的海事動員能力、機動性、效率及整體質素。此外，警犬隊開始為特別任務連訓練專門執行高危險性罪案及反恐任務的警犬（包括攻擊犬等）。九一一事件後，特別任務連特別提升其裝備水平及加強其核生化武器訓練，引進了最新型號的槍械及核生化保護衣等。同時，特別任務連史上首次透過《警訊》於電視頻道上被較為詳細地介紹。
2001年年初，時任警務處高級助理處長伍偉傑表示正在積極考慮每當指揮及控制中心接獲涉及持械疑犯的罪案消息，由衝鋒隊封鎖罪案現場，由特別任務連執行行動的建議，包括檢討及評估可行的方法。

### 裝備制式改革為全球化
2002年至2004年年間，為特別任務連的裝備及制式改革的另外一次里程碑。特別任務連吸納了美國優秀特種部隊（當中以美國海軍海豹部隊第六分隊作為主要參考對象）的優點及制式，由過往因為香港為英國殖民地身份影響而完全傾向於英國制式，改變為走向現代化及全球化，最明顯的例子就是戰鬥制服由過往比較常見的藍色轉變為黑色。2004年，特別任務連揀選了3名顧問教練，遠赴以色列參與一項戰略性反恐交流訓練課程，進一步了解世界各國在反恐戰略上日新月異的各項技術，其後更新及改善特別任務連在反恐上的理論、課程及實習培育訓練內容等。同年，時任警務處處長李明逵頒發處長嘉獎予特別任務連，「於2002年至2003年間，在管理、訓練和反恐戒備的各項事務上精益求精，而且致力為警隊各刑事單位提供專業及有效的協助，以打擊持有槍械的高危險性疑犯，期間特別任務連發揮了卓越的團隊精神，並且持續表現出眾」。

### 海事反恐怖活動小艇隊成立
水上攻擊隊解散前，特別任務連從接受過潛水訓練的陸上攻擊隊人員中遴選，潛在加入水上攻擊隊以接受高級潛水訓練。2000年水陸兩隊合併後，表現優秀的攻擊隊人員會被提拔接受高級潛水訓練，促使特別任務連的海事能力獲得大幅度地提升。然而，經過幾年水陸兩隊合併後的運作經驗及詳細檢討後，特別任務連認為有需要建立比較當前更為高層次的精英制度。在香港政府財政資源充足下，除了繼續提拔攻擊隊人員接受高級潛水訓練外，特別任務連亦成立海事反恐怖活動小艇隊，定位及規模均比較水上攻擊隊高，訓練內容比較水上攻擊隊更為廣泛。

### 協助内地建立首支两栖特警隊
2007年，為了配合香港先後舉辦2008年夏季奧林匹克運動會馬術比賽及2009年東亞運動會，特別任務連特別進一步提升其能力，引入了戰術突擊防護車等。2008年8月18日，中華人民共和國第一支水陸兩棲的特種警察部隊──深圳市公安局边防支队海上特勤隊正式成立。在深圳市人民政府邀請下，特別任務連派遣了1名人員負責對其進行為期1年的潛水技能方面的指導及隊伍訓練事務。2009年，特別任務連史上第2次透過《警訊》於電視頻道上被較為詳細地介紹，及史上首次有人員被訪問。
2011年，中華人民共和國北京巡特警總隊表示將會邀請特別任務連加入警務合作。
2014年，特別任務連慶祝成立40週年紀念，於5月26日在警官會所筵開24席，包括特別任務連創辦人暨首任指揮官郭力行和現任指揮官施達智在內的6任主管和約300名退役及現役連員出席。8月1日，特別任務連透過政府新聞處首次在香港政府新聞網公佈官方文章及訓練影片。

## 攻擊隊遴選訓練

### 1970年代
於1970年代，人員需要獲得上司推薦方能參與遴選。當時，遴選以至訓練均過於著重體能，對人員施以斯巴達式訓練（包括負重80磅的石塊於山野跑步，從位於粉嶺的警察機動部隊總部出發，跑往沙頭角、繞過鹿頸，最後到達烏溪沙，不論天氣及惡劣的環境，連續8小時不停地攀山涉水）；又舉行以打倒所有對手為完成目標的搏擊生存遊戲等等。
成功通過訓練的投考人經過最後篩選後，會被編制進入攻擊隊或者狙擊手隊作為試用人員，爾後每半年再輪流崗位。

### 1980年代
於1980年代舉行的遴選階段為期14日（俗稱為地獄週；英文俗稱為Hell Week），項目之間毫不間斷，毫無休息時間，投考人需要經歷連續數日無睡眠的極限情況。在首日，項目包括短跑、長跑、掌上壓、體操及舉重等等。次日，包括移動射擊、游泳、負重（雙手各舉起32磅啞鈴）跑步、徒手推動貨車、來回於樓高36層的建築物樓梯跑步及越野跑步等等；項目之間，部分再加插負重體操小項目。80名投考人中，一般只有1至2名能夠成功通過遴選週。
至於訓練內容，包括每日早操：限時10至15分鐘完成跑步3至5公里、抬舉大杉長途跑步、背負60磅重的沙包賽跑、舉起啞鈴及穿上全副武裝（共重達90磅）於山嶺跑步等，項目之間，絕無休息；每日連續8小時訓練完成後，方才開始輪班當值。每種可以想像的體能訓練皆會使用，以超越人體極限為目標。因此，於遴選及訓練期間，身體承受不住而退出或者受傷（包括嚴重受傷及傷殘）的人員不計其數，當中更有人員因為操練過度而猝死，因此能夠完成訓練者寥寥可數，以致當時招募人員極為困難。

### 1990年代中期
為了吸引更多有潛質的人員投考，特別任務連於1990年代中期更改為開放式遴選。1997年特別任務連在警察機動部隊進行調查及綜合有潛質的人員的意見傾向後作出檢討，於同年起採取混合多層遴選及訓練課程的模式舉辦招募；至1999年更改遴選準則，強調智能體能平衡，使到更多有潛質的人員有機會表現所長，公平競爭，而非單純由體力過人的人員佔盡優勢。

### 2001年至今
因為以往特別任務連與機場特警組各自舉辦招募，使到有興趣的人員因為時間衝撞，而未能夠參加兩邊同時間舉行的招募，使到兩個單位各自可能錯失有潛質的人員。2001年開始，特別任務連與機場特警組共同舉行聯合招募計劃，以節省重複遴選時間及訓練資源，並且有利於單位間的內部人手調配，吸引更多人員投考，為到每年愈80至愈110名投考人提供更多特種警察發展途徑選擇機會。至2013年，反恐特勤隊亦加入聯合招募計劃。

#### 面試
投考加入特別任務連的人員須有至少3年年資，服務紀錄良好、視力良好、不吸煙、不飲酒，並且對游泳及潛泳有非一般程度的掌握，曾經駐守於警察機動部隊擁有優勢（逾半數的特別任務連投考人為機場特警組人員）。獲得所屬主管的推薦後，投考人會接受面試，內容包括了解投考人投考的動機、了解投考人的膽識、性格及對恐怖組織的認識等。

#### 遴選測試
成功通過面試的投考人會進入為期一日的遴選測試（英語：Pre-selection，通常於每年9月首週或者10月首週舉行），以測試投考人的體能是否有能力應付基本遴選內容：
甲部份：時間限制於40分鐘內完成全部項目（甲級等於3分、乙級等於2分、丙級等於1分，丁級等於無分），設有最低確實數值要求（詳細資料於括號內），投考人於任何一小項中不達到最低要求，就自動被取消繼續參與遴選的資格。
1. 4.8公里跑步（最低丙級）：甲級‧18分鐘以下、乙級‧18至20分鐘、丙級‧21至24分鐘、丁級‧24分鐘以上
2. （正手）引體上升（最低乙級、最少13次）：甲級‧18次以上、乙級‧13至17次、丙級‧8至12次、丁級‧7次或以下
3. 掌上壓（最低丙級、最少45次；實際上需要完成至少300次才符合特別任務連的標準）：甲級‧61次以上、乙級‧51至60次、丙級‧40至50次、丁級‧39次或以下
4. 仰臥起坐（最低丙級、最少55次）：甲級‧81次以上、乙級‧61至80次、丙級‧40至60次、丁級‧39次或以下
5. 蹲腿俯撐（最低乙級、最少40次）：甲級‧50次上、乙級‧33至49次、丙級‧16至32次、丁級‧15次或以下
6. 壓體上升（最少18次）：
7. 前臂彎舉（每邊手各舉16磅啞鈴，最低丙級、最少75次）：甲級‧151次以上、乙級‧101-150次、丙級‧60-100次、丁級‧59次或以下
8. 肩上推（每邊手各舉16磅啞鈴，最少60次））：
9. 臥推舉（最少150磅）：
10. 250米游泳：

乙部份：
- 10公里跑步測試：時間限制於47分鐘內完成

丙部份：
- 1公里游泳測試：時間限制於32分鐘內完成

#### 身體檢查
通過遴選測試的投考人，會於同月月中被安排接受全面的身體檢查。

#### 基本遴選
成功通過身體檢查的投考人，會被安排進入為期4日、由特別任務連、機場特警組及反恐特勤隊共同主辦的基本遴選（英語：Basic Selection，通常於每年10月首週一或者11月首週一舉行，與遴選測試相隔一月），當中包括智能、體能（包括掌上壓、舉啞鈴、搏擊、負重（沙包及大杉等）長跑、長途游泳（從水警北分區──馬料水水警基地，游往丫洲等）、跳水及徒手潛水等）、射擊、意志力、壓力管理、面對困難的克服性、應變能力（包括安排兩名投考人為一組，要求投考人在僅配備一條繩子的情況下，構想如何兩人在不沾水的情況下渡河，並且完成該任務）、心理測試、能力傾向、團體精神及領導才能測試等等。每年舉行的基本遴選，通常結果有1/3投考人被淘汰。

#### 專門部隊基本訓練
成功通過基本遴選的人員被挑選後，會被安排接受為期12週、由特別任務連、機場特警組及反恐特勤隊共同主辦的專門部隊基本訓練（英語：Specialist Unit Basic Training，縮寫：SUBT），內容包括：體能訓練、武力控制技巧、搏擊、槍械使用（根據統計，在訓練過程中，人員均需發射逾1,500發子彈）、反恐知識、野外定向（包括地圖使用及觀星定位等）、基本都市戰術、基本郊野戰術、室內近身作戰、戰術運用、面對突發事件的應變能力、由爆炸品處理課教授的爆炸品處理、由要員保護組教授的要員保護、由警察搜查隊教授的反恐安全保障搜查及由警察談判組教授的談判等等。其中基本都市戰術，內容包括觀察、地圖知識、小隊掩護、建築物及直升機快速遊繩垂降及強攻進入（Force entry）等等；基本郊野戰術訓練則包括了觀察、地圖知識、尋找掩護及埋伏點及小隊協調等等。每年舉行的專門部隊基本訓練，通常結果只有約20至30名投考人通過。

#### 高級遴選
成功通過專門部隊基本訓練的投考人，可以選擇參加機場特警組高級訓練或者反恐特勤隊基礎訓練課程，於機場特警組或者反恐特勤隊發展特種警察途徑；或者於獲得休息一日後，成績優異及具備特別條件的投考人會被特別任務連挑選，及被發出請柬進入為期7日的高級遴選（俗稱：地獄週，俗稱：Hell Week），以針對投考人的領導才能、獨立處事能力、團體精神、心理質素及體能等作出全面性的檢討。高級遴選的挑戰性極高、極其艱難，從早到晚通宵進行，近乎沒有休息時間，然而項目及程序的安排極為緊湊，對投考人的耐力（體能）及意志（智能）進行極級磨練。體能內容包括一個人提起滿載個人裝備的行動用途行李箱，在山嶺上連續跑步7小時、以兩人為一組，負載裝備下舉大杉在山嶺上長跑、無護具下搏擊、從一棟樓高數十層的高樓大廈頂層沿繩遊下後，跳躍往位於半空中、高樓大廈樓層之間的接駁橫樑（約半米闊）上，接受體能測試及在限定時間之內回答算術問題、在穿戴裝備下（惟不包括潛水工具），在海域上空飛行中（高度距離海面約20米）的直升機機倉之內，被教官在無預警情況下推出機倉後，再於限定時間內游往指定地點；智能內容包括類似跟蹤支援隊的測試，即要求投考人觀看閉路電視，及後接受考問有關內容，包括出入人數、出入人士所穿著的衣服顏色及款式，及當中某位人士的某項特徵等，以測試投考人的觀察力及記憶力，以及是否能夠在極度疲憊的情況下保持專注。此外，於第6日，投考人全日會在水中度過；最後一日的部份時間，則為限時全馬拉松（要求比較標準馬拉松的規則嚴謹，而且限定時間有所縮減）。高級遴選過程中，最具挑戰性的一項是要求投考人連續24小時接受體能測試後，模擬處理恐怖襲擊或及拯救人質（疑犯以及恐怖份子均由現役人員以至教官充當），以了解投考人在身心極其疲憊的情況下能否仍然保持高度反應水平、冷靜的判斷力以及策劃能力；至該階段，通常90%投考人於此項目被淘汰。每年舉行的高級遴選，通常整體結果有75%投考人被淘汰，只有數名通過。
於2003年整個遴選過程中，約110名人員投考，結果只有約7名通過，全數於投考時均駐守機場特警組；為歷來成功率比較高的一次。未能夠通過高級遴選的投考人，由於已經成功通過專門部隊基本訓練，所以仍然可以選擇參加機場特警組高級訓練課程或者反恐特勤隊基礎訓練課程，於機場特警組或者反恐特勤隊發展特種警察途徑。

#### 高級反恐訓練
成功通過高級遴選的投考人，會進入為期9個月（成立至2000年代初期為6個月；其後一段時期為8個月；於2014年公布為9個月）的高級反恐訓練（英語：Advanced Counter-Terrorism Training，縮寫：ACTT；通常於每年3月中舉行），以英國陸軍22（即特種空勤團中的正規以及行動單位）特種空勤團之訓練為標準藍本，內容包括體能、徒手格鬥、刀具格鬥、槍械使用（根據統計，在訓練過程中，人員均需發射逾4,000發子彈）、攻擊隊戰術（包括房間掃蕩技術及快速攻堅戰術等）、戰鬥技巧、偵察、攀爬、快速游繩、各種車輛及直昇機的行動部署及策劃、機電工程、軍事戰術、戰略、狙擊訓練（包括偽裝、反狙擊手戰術及空中狙擊等）、炸藥運用、爆破、潛水及防範核生化等。每年舉行的高級反恐訓練，通常結果有75%投考人被淘汰，只餘1至2名通過。

#### 最後篩選
成功通過高級反恐訓練的投考人經過最後篩選後，會被編制進入攻擊隊中其中的一隊作為試用人員。

#### 試用時期
成功通過試用時期的人員，方能成為正式一員，依照志願及強項編列攻擊隊或者狙擊隊。被編列攻擊隊的人員中，逾半需要接受狙擊訓練，潛在加入狙擊隊；約1/3人員會被提拔接受高級潛水訓練，潛在加入海事反恐怖活動小艇隊；此外，行動組人員完成所有醫療相關培訓課程後，潛在加入醫療支援隊。

## 培訓
加入特別任務連的任期為最少2年半，人員每日均需要接受不同種類及更深層次的培訓。特別任務連對人員數量的宗旨為寧缺勿濫，未能夠通過每日測試、定期考試或者被發現（包括生理或者心理上）為不適合者，會被即時辭退，通常為重返機場特警組等該名人員原來駐守的特種警察部隊單位。成立至2014年8月30日，曾經於特別任務連服役的人員僅383名。

### 院前創傷生命救援術
院前創傷生命救援術（英語：Pre Hospital Trauma Life Support，縮寫：PHTLS）為由香港警務處與香港聖約翰救傷會合作舉辦的課程，內容由美國緊急醫療技術人員協會及美國外科醫學院擬備，為期兩日在香港聖約翰救傷會總部舉行，由具備資格及在院前創傷生命救援術範疇服務中的在職醫生、護士和救護人員擔任導師，專門供予具備高級急救資格的警務人員修讀。課程旨在評估人員對處理嚴重受傷個案的知識（包括運動學中的創傷及生理學及病理學等）以及根據處境情況所採取的即時生命支援治療的技巧（包括驗傷、脊椎制動及氣道處理等）及水平。成功通過考核的人員將會獲得緊急醫療技術人員協會頒授院前創傷生命救援術證書。

### 戰術及行動醫學課程
戰術及行動醫學課程（英語：Tactical Medicine Course）為由醫療支援隊與醫院管理局合作舉辦的課程，為期半年，專門為到警察機動部隊及特種警察部隊設計，由醫療支援隊人員出任導師，由醫院管理局職員出任客席講師及對課程提供專業意見。課程分為12個單元，每單元為期一至兩日，每月教授兩個單元。內容涵蓋多個專業範疇，包括創傷醫療、緊急輔助醫療、意外處理及核生化事故等的處理。訓練地點分別為警察機動部隊總部、雅麗氏何妙齡那打素醫院及急症室，以及救護車隨車待等。成功通過考核的人員將會獲得由警務處助理處長（行動）和香港中文大學意外及急救醫學教授聯名簽署的證書，成為合資格的警察戰術醫療員（英語：Police Tactical Medic）。

### 警察輔助醫療急救課程
警察輔助醫療急救課程（英語：Police Paramedic Training Programme，縮寫：PPTP）於1995年起教授，是由香港警務處和醫院管理局合作舉辦的專業化急救及醫療訓練課程，用以專門訓練部分香港警務處部門的警務人員，人員接受訓練後會成為警察輔助醫療急救人員（英語：Police Paramedic Cadre，縮寫：PPC）；所獲得的資格，相等於一名擁有二級緊急輔助醫療資格的香港消防處救護隊目。課程由香港警務處顧問編排，為全球獨一無二的戰術及行動醫學的課程。為期10日的密集式訓練（包括到醫院實習）內容包括：氣道及呼吸的處理、中心靜脈導管、靜脈注射及輸液法、創傷處理、縫針技巧、高級心臟支援術、分流和災難應對、細菌、化學污染、輻射、核生化及恐怖襲擊處理等等。通過基本訓練後，人員將會被派往醫院急症室實習。為求掌握高水平的急救技巧，人員亦必須持續地複修有關的訓練課程。

### 警察導向戰術急救醫療課程
警察導向戰術急救醫療課程（英語：Police Oriented Tactical Emergency Medicine Course，縮寫：POTEM）於2006年11月起教授，由香港警察學院的3位醫療顧問設計，分別是醫院管理局新界東醫院聯網急症科統籌專員暨雅麗氏何妙齡那打素醫院急症科部門主管陳德勝醫生、新界西醫院聯網矯型及創傷學組聯網部門主管周育賢醫生和香港中文大學外科學系意外及急救醫學教學單位的郭浩祺教授，為專業化的戰術急救訓練課程，分為3個層次──初級、基本以及高級訓練，用以專門分別培育訓練部分香港警務處部門的警務人員，人員接受訓練後會成為警察醫療員（英語：Police Medic），在戰術環境、突發事故或者災難現場發生時為到傷者提供緊急醫療服務，避免救援及緊急醫療隊伍可能因為環境、時間及能力的阻礙而無辦法第一時間深入現場照顧傷者，延誤救治。
特別任務連人員需要接受當中為期8日、針對特別行動單位的行動需要而設計的高級訓練課程，課程內容涵蓋初基訓練課程中的日常警察事務期間所遇到的受傷事故，包括急救醫療集體打鬥所引起的創傷、爆炸或從高處墮下受傷以及四肢骨折等等技巧；基本訓練課程的戰術急救醫學、運輸醫學，以及槍傷和生化事故導致受傷個案的處理；以及高級訓練課程獨有的在戶外各種不同的模擬行動中進行訓練。

## 狙擊隊遴選訓練
除了吸納具備加入狙擊隊志願及強項且成功通過試用時期的人員，狙擊隊亦從接受過狙擊訓練的攻擊隊人員中遴選，包括要求達致連續射擊5彈命中紅心，差距不得多於一寸。
成功通過遴選的人員，會接受為期數個月的基礎訓練，內容包括學習使用光學儀器、鎖定目標、特殊偵察及反偵察、滲透戰術及逃脫術等等。

## 海事反恐怖活動小艇隊遴選訓練
海事反恐怖活動小艇隊從完成高級潛水訓練的行動組人員中遴選，過程包括水下求生項目，投考人在水底下被綁住四肢的情況下，需要於限定時間下自行將繩索解開，並且浮出水面呼吸。
成功通過遴選的人員，會進入為期3個月的基礎訓練，內容以英國皇家海軍特殊舟艇隊為標準導向及藍本，包括划艇、快艇駕駛、攀爬錨鏈、輪船攀爬、水肺潛水及循環氣潛水（俗稱無泡潛水，為一門高危險性潛水技巧；人員在接受訓練時，教官會經常拔掉人員的氧氣管、關掉供氧按鈕或者扯掉其氧氣罩，讓人員學習解決及適應在無氧氣的情況下在水底生存。）以及蛙人訓練（包括兩棲偵察、水底爆破、排除水底障礙（包括爆炸品處理）、水中戰鬥、潛水拯救及反蛙人技巧等等）等等

## 醫療支援隊遴選訓練
醫療支援隊從完成所有醫療相關培訓課程的行動組人員中遴選，人員需要先在香港接受由警務處和醫院管理局合作舉辦的專業急救及醫療等訓練課程，再接受由英國軍隊及美國軍隊特種部隊所提供的訓練。

## 飛虎犬遴選訓練
自2000年代起，為了配合需要，警犬隊為特別任務連訓練專門執行高危險性罪案及反恐任務的警犬（包括攻擊犬等）──被通稱為飛虎犬，首批為來自荷蘭的瑪蓮萊犬，後來全數為比利時瑪連萊犬，至2014年8月至少5隻。被挑選為特別任務連犬的先決條件是紀律及體能均比較優秀，並且無懼強光、槍聲及爆炸等巨響，及能夠與人員一同上天下海，隨時隨地（包括登上直升機及快艇等等環境）執行職務；經過戰術訓練後，將能夠配合戰術行動與人員一同參與室內近身作戰，作出擾敵效果及攻擊敵人；出動時均穿著戰術衣及保護鞋
部份訓練特別任務連犬的警犬隊人員曾經駐守於特別任務連，部分曾經遠赴荷蘭鹿特丹警犬訓練學校修讀相關課程。

## 聯合訓練
世界多國特種警察部隊以至特種部隊經常派遣人員遠臨香港取經，新加坡警察部隊警察特工隊等等皆以特別任務連作為首選的標準機構；其中警察特工隊於1998年起，每年派遣人員前赴香港接受為期兩週的聯合訓練。而特別任務連每名人員每年都會遠赴外國（主要是英國及美國），接受為期兩週的聯合訓練，獲保送或者獲挑選參與特別訓練課程者則不止兩週。
英國陸軍特種空勤團、英國皇家海軍陸戰隊特殊舟艇隊、英國皇家空軍、美國海軍海豹部隊、美國海軍特種作戰開發組、美國海軍陸戰隊、美國陸軍特種部隊、美國三角洲部隊、美國空軍、美國海岸防衛隊、美國特種武器和戰術部隊、德國聯邦警察第九國境守備隊、法國國家憲兵干預組、韓國陸軍第707特殊任務營及以色列國境警察特勤隊等等定期與（包括邀請）特別任務連進行觀摩、交流、聯合訓練以至舉辦人員交換訓練計劃。
於香港主權移交前，特別任務連在香港經常與駐港英軍（包括啹喀旅）及來訪的英國軍隊聯合訓練；於香港主權移交後，在香港則通常與訪問香港的美國海軍（例如美國海軍陸戰隊）聯合訓練，亦會與中國人民解放軍駐香港部隊特戰連進行交流培訓，近年有網上圖片指出駐港解放軍特戰連與特別任務連進行聯合訓練及指導駐港解放軍進行射擊訓練。海外方面，特別任務連於香港主權移交前定期與駐港英軍、乃至會合英國軍隊共同前往馬來西亞及汶萊等與當地的本地或者英屬海外駐守軍隊進行聯合訓練。根據一個為英國皇家海軍陸戰隊退役人員所建立的網站披露，一名被英國皇家海軍陸戰隊派遣在汶萊訓練汶萊馬來亞軍人的特殊舟艇隊反恐第一組教官（為軍士長），獲特別任務連教授築棚建築技術，及使用竹製作武器及設計陷阱等叢林戰略知識及技巧等，其後他將這些技術帶返英國，灌注在特殊舟艇隊的訓練課程中。
近年，根據網絡上零星披露的信息，特別任務連部分成員曾經前往美國陸軍約翰·甘迺迪特種作戰訓練中心進行聯合空降訓練。
2019年反修例事件後，西方國家暫停對香港的裝備出口與訓練合作，特別任務連部分成員在香港警務處的官方資助下前往歐洲安全學院等私人訓練機構，繼續保持其來自歐美體系的技術處於最新狀態。
2024年，網上照片流傳特別任務連分別前往內地烏魯木齊及成都與當地特警部隊進行聯合訓練。
根據香港警隊官方紀錄片，時任警務處處長蕭澤頤聲稱特別任務連會繼續「與世界各地的其他反恐隊伍進行定期交流」，但沒有提及更多資訊。

## 競技
特別任務連定期與其他特種警察部隊以至特種部隊競技，包括參與由德國聯邦警察第九國境守備隊每四年在德國聖奧古斯丁舉辦的戰鬥隊伍大會等等。2000年代中期，特別任務連在世界特種部隊比賽中名列三甲，其餘兩隊為美國某支特種武器和戰術部隊及英國特種空勤團。

## 演習
於香港國際機場位於啟德機場的年代，特別任務連每季都在該處舉辦反劫機演習，由國泰航空借用民航飛機供予模擬用途。每次舉辦，世界各地反恐隊伍都會派遣人員前赴香港共同參與，例行單位包括美國海軍海豹部隊及其他亞洲國家相關單位，包括新加坡、馬來西亞及汶萊等等；英國特種空勤團則通常以觀察的角色參與。
而每年亦會和相關警察部門一起參與不同類型的反恐演習，務求於真實行動時能更有效率地到達現場，執行任務。

## 工作服
特別任務連的軍裝為黑色，戰鬥服裝則包括藍色、黑色、深綠色、城市灰色、英國叢林迷彩、美國林地迷彩、MultiCam及MultiCam Tropic等。當中分為連身或分身戰鬥服，均經過特別的設計，除了具備有一般香港警察軍裝（防水、阻燃、防菌及阻擋血漬滲透等）功能外，部分服裝的外層更特別塗有防止紅外線偵測的物料等。

## 已知裝備
特別任務連的裝備全部經過精心挑選及設計，全部裝備具有防水功能，可於潛水情況底下使用。此外，每名特別任務連人員的隨身裝備共重逾50磅，因應需要以及崗位而可能攜帶的額外裝備，共重逾90磅。下列為已經曝光、記錄過或公開過的裝備。

#### 警察車輛

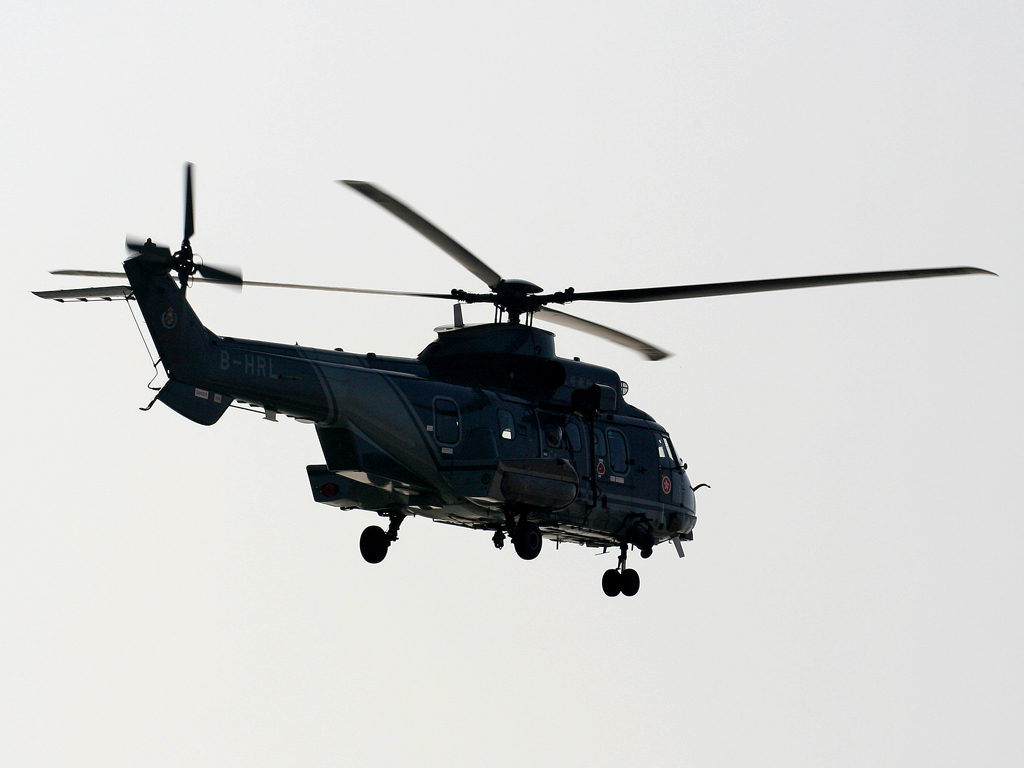
超級美洲豹直升機是特別任務連於晚間行動時所採用的主力機種。

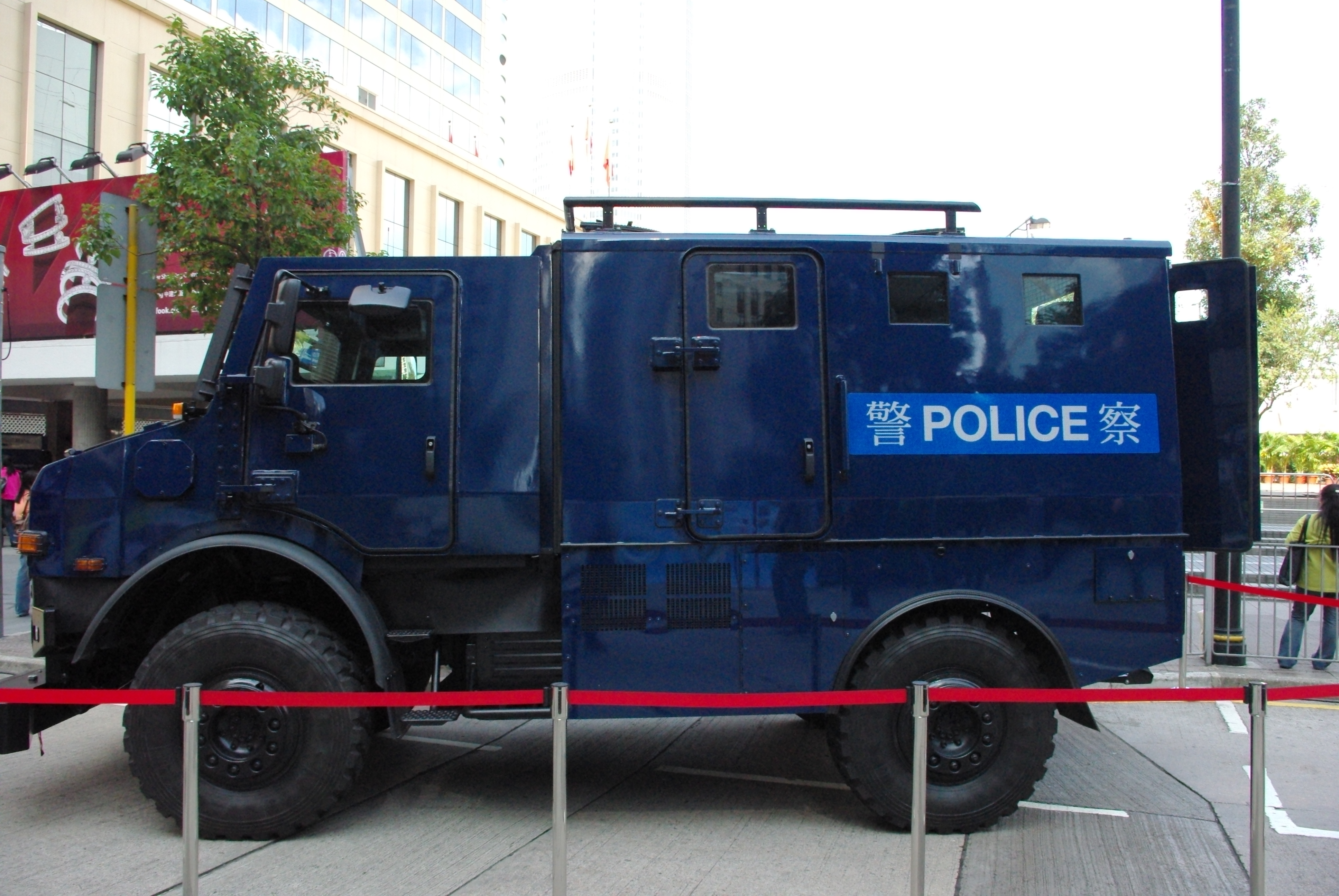
新款警察機動部隊裝甲車，俗稱「銳武」，於2009年投入服務。

## 大事記

### 匯豐號難民船行動
1978年12月24日，特別任務連奉命出動參與匯豐號難民船行動，事後全體獲得香港總督嘉許狀。

### 忠信錶行械劫案
忠信錶行械劫案於1985年5月1日在尖沙咀發生，一個由7名匪徒（包括後來淪為頭號通緝犯的季炳雄）組織而成的犯罪集團，持械行劫位於彌敦道46號的忠信錶行，期間3度爆發警匪槍戰，雙方開火合共逾百響，犯罪集團憑藉強大軍火而成功突破警察重圍、滿載而歸。經過逾4個月的追捕，最終由特別任務連策劃攻堅行動，一槍不發，成功生擒全數7名疑犯，並且起出3支槍械，以及尋回9成賊贓。

### 荃灣中心槍戰
荃灣中心槍戰於1992年12月1日在廣州樓23樓，特別任務連圍捕持械匪幫，並且爆發槍戰。事件中6人全數被拘捕，3名特別任務連人員受傷（其中一名警長嚴重受傷，失去眼球，被逼退出特別任務連）和4名探員受傷。事後，全體特別任務連人員獲得頒授警務處處長嘉許狀，其中3位（警司司馬輝、警長張光強和李文瀛。）代表獲得英女皇英勇金葉獎。

### 南洋酒店綁架案
2002年9月8日清晨，在時任主管歐陽照剛警司領導下，20多名特別任務連人員掩至灣仔摩利臣山道南洋酒店，其中6名人員登上9樓，向目標房間發射了4枚破門鋼球及投擲震眩彈，強攻進入其中14號室房間，成功拘捕案中主腦──曾經持械行劫一名淺水灣銀行大班，及於1993年1月2日與3名同黨持械行劫一間油麻地太平館及引發警匪槍戰的省港旗兵首領（後來被特別任務連拘捕、被判處以入獄10年），因為腰間兩邊經常佩有黑星手槍而有「雙槍王」之稱的潘鑾彬，和其兩名黨羽，並且起回當中的40萬港元贖金、一批賊贓及大批證據，整個過程不足10秒鐘時間。

### 拘捕季炳雄
2003年12月24日，於香港、中國大陸、加拿大及美國多處干犯過罪行，正在僱用省港旗兵準備於該年聖誕假期及翌年新年期間策劃及（於金鐘太古廣場或中環一間珠寶金行）進行連串持械行劫罪行，被香港警務處於2001年7月創下香港歷史上最高懸紅紀錄（200萬港元）及被國際刑警組織出示紅色通緝令的「末代賊王」季炳雄及其黨羽被特別任務連拘捕，結束自1980年代起，香港無間斷由省港旗兵策劃及參與的持械行劫罪行，為2000年代以後的香港治安奠定了基礎。
由於季炳雄涉及多宗的嚴重罪案，刑事情報科一直都鍥而不捨，由跟蹤組長期監視與季炳雄有接觸往來的親友或當年犯罪的同黨，包括於懲教署服刑中的有關人物在內，同時與懲教署聯絡，監視即將刑期滿出獄的積犯，亦密切注視數名被視為與季炳雄有聯繫的積犯。2003年8月，刑事情報科發現一名剛出獄的目標人物非常活躍，四出聯絡一批匪徒，懷疑密謀有所動作，跟蹤組遂奉召加入協助監視，至12月中旬發現一度於香港匿跡的季炳雄露面與上述人等接獲，並且遷入油麻地渡船角文匯街文景樓上擺下巢穴。期間跟蹤組一直有固定監視，至12月底發現其有大批相信為藏有軍火的行李分批從中國大陸運到。刑事情報科相信季炳雄集團正在策劃一連串的持械行劫罪行，於是聯同多個部門先發制人。24日凌晨兩時許，在主管歐陽照剛和副主管郭蔭庸領導下，特別任務連連同刑事情報科跟蹤支援隊以及有組織罪案及三合會調查科在油麻地渡船角文匯街文景樓部署，Z隊及跟蹤支援隊將目標建築物周邊的6條街道封鎖，並且重重布下防線；S隊則於文輝樓及文景樓外牆棚架上擺下埋伏。凌晨3時半，A隊以幾秒鐘時間，對12樓29室進行爆破及強攻進入。A隊先以定向炸藥炸開鐵閘，再以霰彈槍發射一粒重鋼珠擊毀門鎖，然後以大鐵鎚擊毀木門。A隊一擁而入，極速以大鐵鎚擊毀屋內三道房門，於靠近文英街的一房間內，將欲擒向前拿取一支已經上膛的曲尺手槍的季炳雄制服；季炳雄的黨羽吳振強（曾經與季炳雄一同參與持械行劫罪行，曾經因為一宗持械行劫罪案而被判入獄13年，於同年8月出獄後隨即與季炳雄再度會合）於另外一間房間內被制服。事件中起獲了近30年來最大批的軍火，包括1支AK-47突擊步槍、兩支霰彈槍、一支0.45口徑手槍、7支54式手槍、882發子彈及7個手雷。整件案件中特別任務連不費一彈、無人傷亡，疑犯亦被活捉，備受讚賞。時任香港行政長官董建華於同日下午親身前往香港警察總部高度讚揚參與行動的警務人員；事件被比喻為最平安的平安夜，提早給香港的聖誕禮物。

### 六億元可卡因案
2011年9月16日，毒品調查科於屯門藍地福亨村回收廢料貨倉內破獲香港歷史上最大宗的毒品罪行──六億元可卡因案，由特別任務連強攻進入案發現場，並且成功拘捕4男2女，其後留守現場與狙擊手隊戒備，掩護進行蒐證的同袍。另外亦於疑犯被扣留的警署及存放毒品的警務建築物一帶戒備。

### 南丫島撞船事故
2012年10月1日至5日，特別任務連於南丫島撞船事故現場海域進行救援任務，並且潛進沉船蒐證及搜索遺物等。是次行動為海事反恐怖活動小艇隊歷來動員規模最龐大的其中一次，其中10名人員於2013年10月26日在禮賓府主持的2013年度授勳典禮上獲得頒授行政長官公共服務獎狀。

### 啟晴邨槍擊案
2014年6月1日上午，跟蹤支援隊包圍啟德啟晴邨樂晴樓1006室，參與拘捕涉及於日前（2014年5月31日）發生的槍擊案的疑犯。至早上11時許，疑犯突然開門及向人員射擊兩槍，人員則回擊一槍。其後，特別任務連趕赴現場，於早上11時45分左右，兩名人員從樓宇外遊繩而下，在同幢大廈11樓窗外高空戒備，最終疑犯於特別任務連強攻進入單位後被發現不省人事，相信已經吞槍自殺，被救護人員送往醫院搶救後，證實死亡。於行動中，共檢獲兩支手槍及（未計算此前已經發射的子彈）8發子彈。
對比於特別任務連成立以來處理過的數百宗行動中，啟晴邨槍擊案的嚴重情況實際上屬於輕微。然而，基於香港已經多年無再發生槍擊案件，而且處理該案為事隔2003年拘捕季炳雄十年後，特別任務連再一次於現場直播下執行行動，因此該案備受香港社會關注，獲得香港報章連日廣泛報道。

### 反修例運動
反修例衝突期間，由特別任務連、反恐特勤隊、機場特警組和鐵路應變部隊等特警單位組成，俗稱“速龍小隊”的特別戰術小隊在多次示威活動中出動鎮壓示威者，並引起連番爭議。民間有批評聲音指控速龍小隊往往以極為直接和冷漠的暴力手段對付示威者，即使示威者已被制服，速龍人員仍會繼續以警棍或拳頭擊打示威者以達致被制伏的示威者完全喪失反抗能力，被制服的示威者往往也會出現多處受傷乃至骨折的可能，甚至可能被直接押往拘留審問、不准被捕者接受任何人道救治。包括8月11日在太古港鐵站無視擠在扶手電梯上的示威者跌倒、釀成人踩人事故的危險，仍以胡椒球彈近距離射擊、以警棍毆打現場所有躲進太古站內擠成一團的示威者與旁觀市民，以及其他靠近示威者的人士如記者和義務救護員；另外在8月31日太子站襲擊事件中，針對所有在站內的示威者以及其他市民發動無差別襲擊。加上整場反修例運動當中警民關係處於高度對立局面，因而有網民、示威者蔑稱之為「畜龍小隊」。
從網上流傳的多張相片可見，在2019年11月的香港理工大學衝突期間，來自特別任務連和反恐特勤隊的速龍隊員手持荷槍實彈的SG 516突擊步槍和MP5衝鋒槍與示威者對峙的場面。另有香港歷史博物館的職員拍攝到特別任務連隊員在該博物館進行部署並將照片上傳至互聯網而被警方以“阻差辦公”為由拘捕
此外，由國際特赦組織發表的一份報告提到在2019年反修例衝突期間，速龍小隊“嚴重濫用武力”的問題。報告聲稱幾乎所有受訪的被捕人士都曾遭到隊員用警棍和拳頭毆打，即使他們在過程中没有反抗或已經被制服後仍然繼續被攻擊，導致多人需送院治理。

## 已知行動紀錄
由於特別任務連屬於高度機密的部門，因此，絕大部分的行動均不被傳媒發現、報道或被公眾得悉。2014年8月3日，警務處透過政府新聞處在香港政府新聞網首次公佈，共參與162次行動及335次水底搜索；以下為自1978年開始至今已經確定的行動以及水底搜索紀錄：

## 著名隊員
- 鄧竟成，前警務處處長，首位本地暨華人攻擊隊隊長及特別任務連副主管兼任訓練主管，先後於1984年及1985年策劃拘捕寶生銀行解款車械劫案及忠信錶行械劫案涉案者的攻堅行動。於退休後曾經出任香港足球總會獨立董事，第十二屆全國政協委員，現任郊野公園及海岸公園委員會主席。
- 梁家聲，前警長，先後於1984年及1985年參與拘捕寶生銀行解款車械劫案及忠信錶行械劫案涉案者的攻堅行動；現任權益互助會主席。
- 歐陽照剛，於1999年7月至2006年2月期間擔任特別任務連主管，為首位本地暨華人主管，在任期間多有建樹，對特別任務連進行了多方面改革，又成功處理了南洋酒店綁架案及拘捕季炳雄等轟動香港社會的罪案等。被稱譽為「近代飛虎隊之父」。
- 郭蔭庸，前行動處處長，前特別任務連主管。
- 陳健國，前機動部隊校長。
- 陳思達，現任助理處長(公共關係)，前特別任務連主管。

## 公眾聯繫
除了警察事務，特別任務連亦有參與公益及社區活動，包括參與抬轎比賽及教化邊緣青年等。

## 軼事

### 正門對聯
在特別任務連的總部大門外掛有一副對聯──「飛身救急志為先，隊員同照應；虎口餘生功不二，豪傑更剛強。」

### 辦公室門牌匾
在特別任務連主管辦公室門外掛有一副牌匾──「恐怖主義襲擊，我們勢必迎頭痛擊」（Terrorism Is The Threat；We Are The Answer）。

### 女性人員
特別任務連從成立至今，僅有一名女性警務人員曾經服務，駐守於行政組。惟近年一些與特別任務連相關的影視作品，都會虛構有女性警務人員加入行動組執行前線任務，以增加娛樂性。

### 職級
成功通過試用時期的警員，均會署理警長職級，直至其晉升或者從特別任務連退役為止。

### 便衣由來
特別任務連人員處於休班時間被呼招出動，值班人員會透過電腦向所有相關人員的傳呼機發出一組密碼，為了避免資料外洩或將行蹤曝光，這組密碼並不透過一般電訊公司傳呼。當特別任務連人員出勤集合同時，值班警員則須將所須的工具、武器及相關裝備搬上警察車輛前往共同約定的集合地點。為求節約時間，因此會看到特別任務連人員身穿便服，套上戰術背心和防彈衣，以及頭套來執行任務的特殊裝扮。

### 訓練期間殉職及重傷者
由於特別任務連的訓練水平以及要求極高、內容範疇涉及大量危險項目，人員於訓練期間嚴重受傷以至殉職的情況屢有發生，原因包括猝死及心肌梗死等，亦有發生過因為測試或者於練習時使用不同類型的新型武器及器材時所引發的意外，而導致嚴重傷亡。其中一次最為知名的意外發生於1984年12月4日，25歲人員陳岳文在邊境新屋嶺靶場練習時發生意外，太陽穴受到鎗傷，在被送往醫院期間殉職。1987年2月4日，26歲人員陳逸南在元朗青山白泥靶場練習時發生意外，肺部受到鎗傷，被送往醫院期間心臟一度停頓，在英軍醫院昏迷12日後才回復知覺，然而因為反應變得遲鈍，被逼離開特別任務連。1998年4月6日，在啟德機場舉行的反恐演習中，兩名人員從直升機墜下。另外一次較為知名的意外發生於1991年1月15日，特別任務連及美國海軍海豹部隊第六分隊在美國維珍尼亞州對外的公海上進行的一次聯合訓練中，模擬兩隊人員乘坐快艇追逐截擊一艘軍艦，當3名海豹部隊第六分隊人員完成從快艇扶靠鋼梯攀爬上軍艦甲板後，輪到第一位特別任務連人員──狙擊手曾廣標，攀爬時，其左手緊握的一條直徑達4吋的鋼纜突然折斷，致使曾廣標從30呎高、臨近軍艦甲板的位置墮下至快艇上，結果其身體多處嚴重受傷（包括腦部血管輕微爆裂、頸椎神經線斷裂至整邊右臂及手喪失活動能力、脊椎爆裂、鎖骨折斷、肋骨碎裂及膝蓋缺陷），被逼退出特別任務連。
根據統計（由《太陽報》報道），於1999年至2005年年間，共有5名人員於訓練期間殉職。

## 以特別任務連為題材的作品
特別任務連角色一直大量在電影及電視劇中亮相，包括由香港電台製作的單元電視連續劇集《執法群英》（2003年），由無綫電視製作的電視連續劇集《叛逃》（2014年），卡通片《春田花花同學會》（2006年），喜劇《逃學威龍2》（1992年），警匪電影《紫雨風暴》（1999年）、《大事件》（2004年）、《男兒本色》（2007年）、《奪帥》（2008年）、《火龍》（2010年）、《全城戒備》（2010年）、《寒戰》（2012年）、《風暴》（2013年）及《使徒行者》（2014年）等等，以至由香港輔助警察隊人員參與出演的美國電影《蝙蝠俠—黑夜之神》（2008年）及《黑客特攻》（2015年）等等。其中余允抗執導的《飛虎奇兵》（1985年）為首部正式以特別任務連為中心題材的香港電影，其後陳嘉上執導的《飛虎雄心》（1994年）及《飛虎》（1996年）則最為貼近現實取材。

### 書籍
- 《捍衛者》
- 《特工》
- 《城市戰爭》
- 《飛虎傳奇》
- 《飛虎新傳》
- 《飛虎2000》
- 《飛虎傳奇三十年》（2004年4月20日）
- 《我係飛虎》（2005年9月）
- 《特別任務連》（2008年）
- 《飛虎》（2013年）

### 電視節目
- 《香港重案實錄──飛虎奇兵》
- 《飛越五十載》

### 電視劇
- 《飛虎群英》（1989年）
- 《飛虎》（2012年）
- 《神鎗狙擊》（2013年）
- 《飛虎II》（2014年）
- 《飛虎之潛行極戰》（2018年）
- 《飛虎之雷霆極戰》（2019年）
- 《逆天奇案》（2021年）
- 《飛虎之壯志英雄》（2022年）

### 電影
- 《飛虎奇兵》（1985年）
- 《神勇飛虎霸王花》（1989年）
- 《逃学威龙》（1991年）
- 《逃学威龙2》（1992年）
- 《飛虎精英之人間有情》（1992年）
- 《飛虎雄心》（1993年）
- 《飛虎雄師之極道戰士》（1994年）
- 《飛虎雄風》（1994年）
- 《鼠胆龙威》（1995年）
- 《公仆2》（1995年）
- 《飛虎》（1996年）
- 《黑侠》（1996年）
- 《飛虎雄心2之傲氣比天高》（1996年）
- 《飛虎雄風II之搶灘行動》（1996年）
- 《特種飛虎》（1997年）
- 《女飛虎》（1997年）
- 《B计划》（1998年）
- 《惊天大贼王》（1998年）
- 《暗战》（1999年）
- 《紫雨风暴》（1999年）
- 《枪王》（2000年）
- 《顺流逆流》（2000年）
- 《重装警察》（2001年）
- 《飛虎雄師之二人三足》（2002年）
- 《飛虎雄師系列》
  - 《飛虎雄師》（2002年）
  - 《飛虎雄師之中環茶室兇殺案》（2002年）
  - 《飛虎雄獅之邊緣人》（2003年）
  - 《飛虎雄師之劫金風暴》（2003年）
  - 《飛虎雄師之復仇》（2003年）
  - 《飛虎雄師之救世者》（2003年）
  - 《飛虎雄師之點指兵兵》（2003年
  - 《飛虎雄師之槍王行動》（2003年）
  - 《飛虎雄師之再戰江湖》（2003年）
  - 《飛虎雄師之英雄本色》（2003年）
- 《大事件》（2004年）
- 《新警察故事》（2004年）
- 《男儿本色》（2007年）
- 《夺帅》（2008年）
- 《神槍手》（2009年）
- 《撕票风云》（2010年）
- 《全城戒备》（2010年）
- 《寒战》（2012年）
- 《风暴》（2013年）
- 《飛虎出征》（2013年）
- 《冰封：重生之门》（2014年）
- 《寒戰II》（2016年）
- 《辣警霸王花》（2016年）
- 《拆弹专家》（2017年）
- 《摩天大樓》（2018年）
- 《无双》（2018年）
- 《拆弹专家2》（2020年）
- 《談判專家》（2024年）

### 电子游戏
- 《特种部队online》
- ：第二年度DLC（2017年）加入了一男一女共两名SDU探员，但游戏中的探员会使用部分來自中國人民解放軍的軍規武器和未列装的SIX12散彈槍，而非SDU在现实中所装备的武器。

### 宣傳片
- 《守城》（2021年）

## 外部連結
《警聲》
- "Flying Tigers" Roar for Consular Corps（页面存档备份，存于）
- 特警隊舉辦訓練課程  協助人員應付遴選（页面存档备份，存于）
- 學員積極參與  特警隊遴選體能訓練課程（页面存档备份，存于）
- 特警隊與機場特警  聯合招募新成員（页面存档备份，存于）
- 特別任務連/機場保安組  招募 2003（页面存档备份，存于）
- SDU /ASU Recruitment 2003（页面存档备份，存于）
- 特別任務連／機場保安組招募（页面存档备份，存于）
- 前飛虎隊員勇闖難關  積極進修貢獻警隊（页面存档备份，存于）
- SDU / ASU Recruitment 2003（页面存档备份，存于）
- 特別任務連／機場保安組招募組2004（页面存档备份，存于）
- 特警隊三十周年誌慶舉行晚宴聯歡（页面存档备份，存于）
- 特警隊獲處長嘉許（页面存档备份，存于）
- 特別任務連招募人員（页面存档备份，存于）

《新聞公佈》
- 整裝待發的特警隊（页面存档备份，存于）

香港政府新聞網
- 飛虎豪情 40長青（页面存档备份，存于）

《警訊》
- 《警訊》特別任務連特輯（页面存档备份，存于）
- 《警訊》特別任務連特輯（2009年）（页面存档备份，存于）

新聞片段
- 亞視新聞1992年荃灣中心廣州樓第一段（页面存档备份，存于）
- 亞視新聞1992年荃灣中心廣州樓第二段（页面存档备份，存于）
- 1992年荃灣中心廣州樓（页面存档备份，存于）
- 2003年季炳雄 （页面存档备份，存于）
- 無綫新聞2003年季炳雄（页面存档备份，存于）

其他
- INFOGRAPHIC: Flying tigers（页面存档备份，存于）

视频
- 2002警察之夜 特別任務連表演（页面存档备份，存于）
- 特別任務連快速遊繩示範（页面存档备份，存于）
- 警察機動部隊五十週年會操特別任務連拯救人質表演（页面存档备份，存于）
- 警察機動部隊五十週年會操特別任務連遊繩表演 （页面存档备份，存于）
- 2012年警察之夜 - 特警隊及警犬隊表演（页面存档备份，存于）

其他
- INFOGRAPHIC: Flying tigers（页面存档备份，存于）